# Let It Die (chanson)
Singles de Foo Fighters
Cheer Up, Boys (Your Make Up Is Running)
(2008) Wheels
(2009)
Let It Die est le quatrième et dernier single du groupe de rock Foo Fighters issu de l'album Echoes, Silence, Patience and Grace sorti en 2007.

## Liste des titres
Toutes les chansons sont écrites et composées par Dave Grohl, Taylor Hawkins, Nate Mendel, Chris Shiflett.
| 1. | Let It Die                                    | 4:05 |
| 2. | Keep the Car Running (reprise de Arcade Fire) | 3:25 |
| 3. | If Ever                                       | 4:14 |
| 4. | Come Alive (démo)                             | 5:30 |

## Charts
| Charts (2008)                                 | Position |
| --------------------------------------------- | -------- |
| U.S. Billboard Hot Modern Rock Tracks         | 1        |
| U.S. Billboard Hot Mainstream Rock Tracks     | 5        |
| U.S. Billboard Bubbling Under Hot 100 Singles | 6        |
| Canadian Hot 100                              | 58       |
| Canadian Rock Chart                           | 1        |

## Membres du groupe lors de l'enregistrement de la chanson
- Dave Grohl - chant, guitare
- Chris Shiflett - guitare
- Nate Mendel - basse
- Taylor Hawkins - batterie